# آگره بید
آگره بید، روستایی در دهستان تختان بخش سراب میمه شهرستان دهلران در استان ایلام ایران است.

## جمعیت
بر پایه سرشماری عمومی نفوس و مسکن در سال ۱۳۹۵، جمعیت این روستا برابر با ۶۶ نفر (۱۵ خانوار) بوده‌است.